# Doppio rischio (film 1983)
Doppio rischio (Olivia) è un film thriller del 1983 scritto e diretto da Ulli Lommel.

## Produzione
Noto anche col titolo Double Jeopardy, il film è stato interamente girato tra l'Arizona e Londra.